# Gefahrenabwehr
Die Gefahrenabwehr handelt von der Vorbereitung und Durchführung von Maßnahmen zur Vermeidung von Gefahren, die von Personen oder Sachen ausgehen, und zur Reduzierung einer Gefährdung. Die Gefahrenabwehr soll mit Abwehrmaßnahmen Sicherheit erzeugen und labile Lagen stabilisieren. Sie wird in Deutschland von den Polizeibehörden und Ordnungsbehörden (Innere Sicherheit) sowie von den Feuerwehren oder Bundesbehörden wie dem Technischen Hilfswerk und nichtstaatlichen Hilfsorganisationen im Katastrophen- und Zivilschutz (Technische Sicherheit) gewährleistet.

## Formen

### Innere Sicherheit

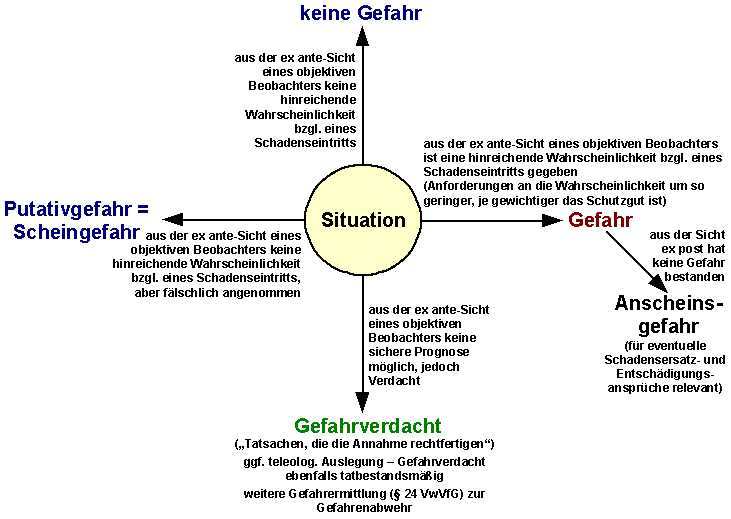
Die Situation im Gefahrenabwehrrecht

Das Rechtsgebiet ist das Gefahrenabwehrrecht. Inhalt der Gefahrenabwehr ist die Aufrechterhaltung der öffentlichen Sicherheit und der öffentlichen Ordnung.
Im Gegensatz zur Strafverfolgung (Legalitätsprinzip) sind die Polizei und die Ordnungsbehörde zur Gefahrenabwehr nicht unabdingbar in jedem Fall verpflichtet, sondern entscheiden nach freiem Ermessen über den Einsatz der staatlichen Ressourcen (Opportunitätsprinzip). Die Unschuldsvermutung findet im Gefahrenabwehrrecht grundsätzlich keine Anwendung. Es muss lediglich eine Gefahr vorliegen.
Die sachliche Zuständigkeit der Polizei und der Ordnungsbehörde ergibt sich dabei aus dem Polizeirecht (Polizeigesetz und teilweise eigene Vorschriften für die Ordnungsbehörde) des jeweiligen Landes. Für die Polizeien des Bundes ergeben sich die sachlichen Zuständigkeiten aus dem Bundespolizeigesetz (BPolG) sowie dem Bundeskriminalamtgesetz (BKAG).

### Technische Sicherheit

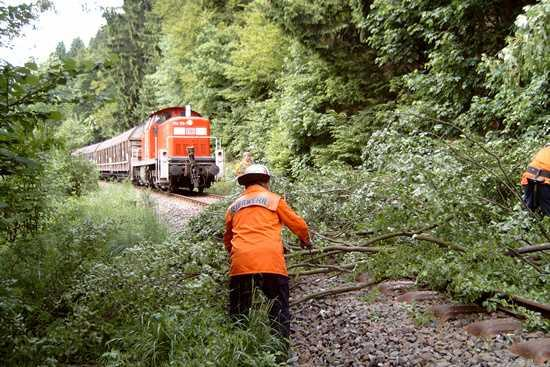
Beseitigung einer Störung des Schienenverkehrs, nachdem sich die Gefahr durch herabstürzendes Sturmholz realisiert hat.

Die Gefahrenabwehr zur Gewährleistung der Technischen Sicherheit umfasst alle Maßnahmen zur Verhinderung der Bedrohung von Menschen, Tieren und Sachgütern durch technische Fehlfunktionen. Sie wird auch Nicht-polizeiliche Gefahrenabwehr bezeichnet. So ist ein Brand das technische Nichtvorhandensein von lebenswichtigen Voraussetzungen, wie z. B. der ausgeglichene Sauerstoffhaushalt oder die mit dem Leben vereinbare Umgebungstemperatur.
Die technische Sicherheit wird in Deutschland von kommunalen Behörden und Einrichtungen wie den Feuerwehren oder Bundesbehörden wie dem Technischen Hilfswerk und nichtstaatlichen Hilfsorganisationen im Katastrophen- und Zivilschutz sichergestellt.

### Abgrenzung
Zwar hat ein System kollektiver Sicherheit auch eine Gefahrenabwehr im wörtlichen Sinne zum Ziel, jedoch umgreift der Begriff Gefahrenabwehr nicht eine solche Sicherheit zwischen Staaten. Auch wird die Bezeichnung Gefahrenabwehr nicht auf individuelle oder wirtschaftliche Sicherheit angewendet.

## Ausbildung
Zum Thema Sicherheit und Gefahrenabwehr werden die Studiengänge Rettungsingenieurwesen und Gefahrenabwehr/Hazard Control an der Technischen Hochschule Köln und der HAW Hamburg angeboten. Weiter gibt es den Studiengang Sicherheit und Gefahrenabwehr an der Hochschule Magdeburg-Stendal in Kooperation mit der Otto-von-Guericke-Universität, Magdeburg. Ebenso bietet die Hochschule Furtwangen University den Studiengang Security & Safety Engineering als einen Studiengang im Bereich der Gefahrenabwehr an. Auch die Akkon-Hochschule für Humanwissenschaften in Berlin bietet mit Management in der Gefahrenabwehr einen breit aufgestellten Studiengang an, welchen die FOM – Hochschule für Oekonomie und Management in ihrem Wintersemester 2023 erstmalig in ähnlicher Art und Weise aufnimmt und lehren wird. Weiterhin sind die Grundlagen der Gefahrenabwehr in Deutschland Teil jedes Studiums der Rechtswissenschaft auf Staatsexamen, jeder (vertieften) Ausbildung im Öffentlichen Recht, Polizeiausbildung und Feuerwehrausbildung.

## Geschichte
Die nichtpolizeiliche Gefahrenabwehr am Anfang des 19. Jahrhunderts bestand auf dem Land darin, dass bei ausbrechendem Brand sofort bestimmte Einwohner die Feuerspritze zu holen hatten. Allerdings besaß nicht jedes Dorf eine solche. Ein Feuerläufer hatte erforderlichenfalls eine weitere Löschpumpe anzufordern. In vielen Ortschaften des Herzogtums Nassau hatten bei Wahrnehmung eines Brandes der Lehrer des Ortes Sturm zu läuten und der Ausschusstambour Alarm zu schlagen. Der Ausschussfähnrich musste durch den Ausschuss (eine etwas militärisch ausgebildete Wachmannschaft) alle Ausgänge des Ortes besetzen lassen, um niemand außer Feuerläufern und den zum Herbeiholen der Spritze Beorderten während des Brandes hinauszulassen. Alle arbeitsfähigen Einwohner hatten mit gefülltem Eimer zur Brandstelle zu eilen und sich in doppelter Reihe nach dem nächsten Wasser (z. B. Bach, Brandweiher) aufzustellen. „Durch die Hände lange Kette um die Wette flog der Eimer.“ Nach ausdrücklichem Befehle der Obrigkeit war darauf zu achten, „dass die mit ihrem Lamentieren nur Konfusion machenden Weibsleute in die Reihen gebracht werden“. Gehorsamsverweigerung dem Kommando gegenüber, unerlaubtes Entfernen von der Brandstätte oder absichtliches Beschädigen der Löschgeräte wurde mit empfindlicher Leibesstrafe geahndet. Die vom Brandorte geretteten Sachen wurden an einem feuersicheren Orte von Mannschaften des Ausschusses scharf bewacht. Wer versuchte, in dem Wirrwarr zu stehlen, wurde im Betretungsfalle von der Wache gebunden, bei den Sachen niedergelegt, um nach dem gelöschten Brande sofort Bestrafung zu empfangen. Doch für den, der sich in dem Rettungswerke durch Eifer, Mut und Unerschrockenheit besonders auszeichnete, war eine Belohnung bis zu vier Talern ausgesetzt.
Im Zuge der Diskussion um Klimafolgen wird der Begriff seit jüngster Vergangenheit in konzeptionelle Verbindung mit Maßnahmen zur Prävention und Anpassung gebracht (Klimagefahrenabwehr, climate security).